# Karl Neumeyer
Karl Neumeyer (* 19. September 1869 in München; † 17. Juli 1941 ebenda) war ein deutscher Rechtswissenschaftler.

## Leben
Karl Neumeyer war der jüngere Bruder des Richters und Vorsitzenden des Verbandes Bayerischer und Israelitischer Gemeinden Alfred Neumeyer. Er besuchte das Maximiliansgymnasium und studierte dann Rechtswissenschaft in München, Berlin und Genf. 1900 heiratete er Anna Hirschhorn, mit der er zwei Kinder hatte: Alfred (1901–1973) und Fritz (* 1905).
1901 habilitierte er sich an der Universität München und wurde 1908 außerordentlicher Professor. Er befasste sich unter anderem mit dem Internationalen Privatrecht  und begründete das Rechtsgebiet des Internationalen Verwaltungsrechts. 1913 lehnte er einen Ruf an die Universität Zürich ab. 1926 erhielt er den Titel eines ordentlichen Professors, 1929 auch etatmäßig. 1931 wurde er Dekan der Fakultät.
Nach der Machtergreifung der Nationalsozialisten 1933 wurde Neumeyers Arbeit aufgrund seiner jüdischen Herkunft zunehmend erschwert. 1934 wurde er zwangsweise in den Ruhestand versetzt und erhielt Lehr- und Publikationsverbot. 1941 beging er angesichts der bevorstehenden Deportation und Ermordung zusammen mit seiner Frau Suizid. Er ist auf dem Neuen Israelitischen Friedhof in München begraben.

## Würdigungen

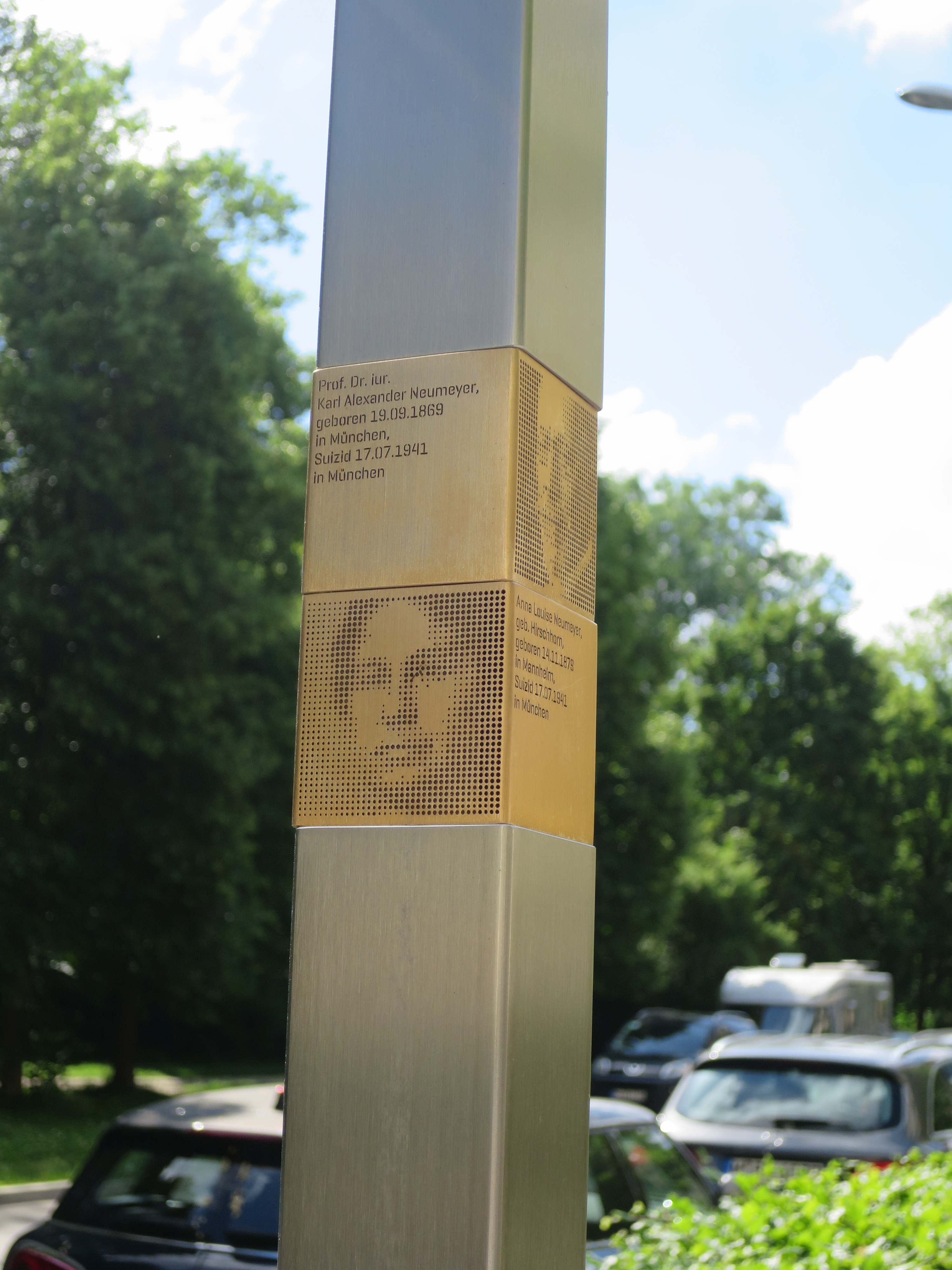
Erinnerungszeichen für Opfer des NS-Regimes in München für Karl und Anna Louise Neumeyer

In München erinnern mehrere Stätten an Karl Neumeyer: An der Königinstraße 35a in der Maxvorstadt gedenkt seit Juli 2019 ein Erinnerungszeichen der Stadt München an ihn und seine Frau. 1962 wurde die Neumeyerstraße in Allach-Untermenzing nach ihm benannt. 2008 erhielt das Gebäude der Juristischen Fakultät der Universität München in der Veterinärstraße 5 den Namen Karl-Neumeyer-Haus. In dem Gebäude gab es bereits seit 1970 einen Neumeyer-Saal und eine Gedenktafel.